# Дифенбах (Витлих)
Дифенба́х (нем. Diefenbach) — община в Германии, в земле Рейнланд-Пфальц.
Входит в состав района Бернкастель-Витлих. Подчиняется управлению Крёф-Баузендорф. Население составляет 65 человек (на 31 декабря 2010 года). Занимает площадь 1,42 км².